# Герб регіону Південь-Піренеї
Герб регіону Південь-Піренеї — герб регіону на півдні Франції, що межує з Іспанією та Андоррою.

## Опис
У червоному щиті золотий Окситанський хрест: .

## Історія
Окситанський хрест, ймовірно, спочатку з'являється на гербі графів Форкальк'є, а потім під час правління Реймонда V, графа Тулузи, як окремий елемент його офіційної печатки, датованої 1165 р..
Знак незабаром поширюється на всю південно-західну частину сьогоднішньої Франції і навіть її помічають у різних містах на півночі протягом ХІІ ст. Для хреста було запропоновано кілька інтерпретацій, які часто підкреслюють його символічну сторону і залишають осторонь той факт, що «геральдика — це не наука про символи, а одна з емблем» (М. Пасторе).

Герб графів Тулузи станом на початок XVI ст.
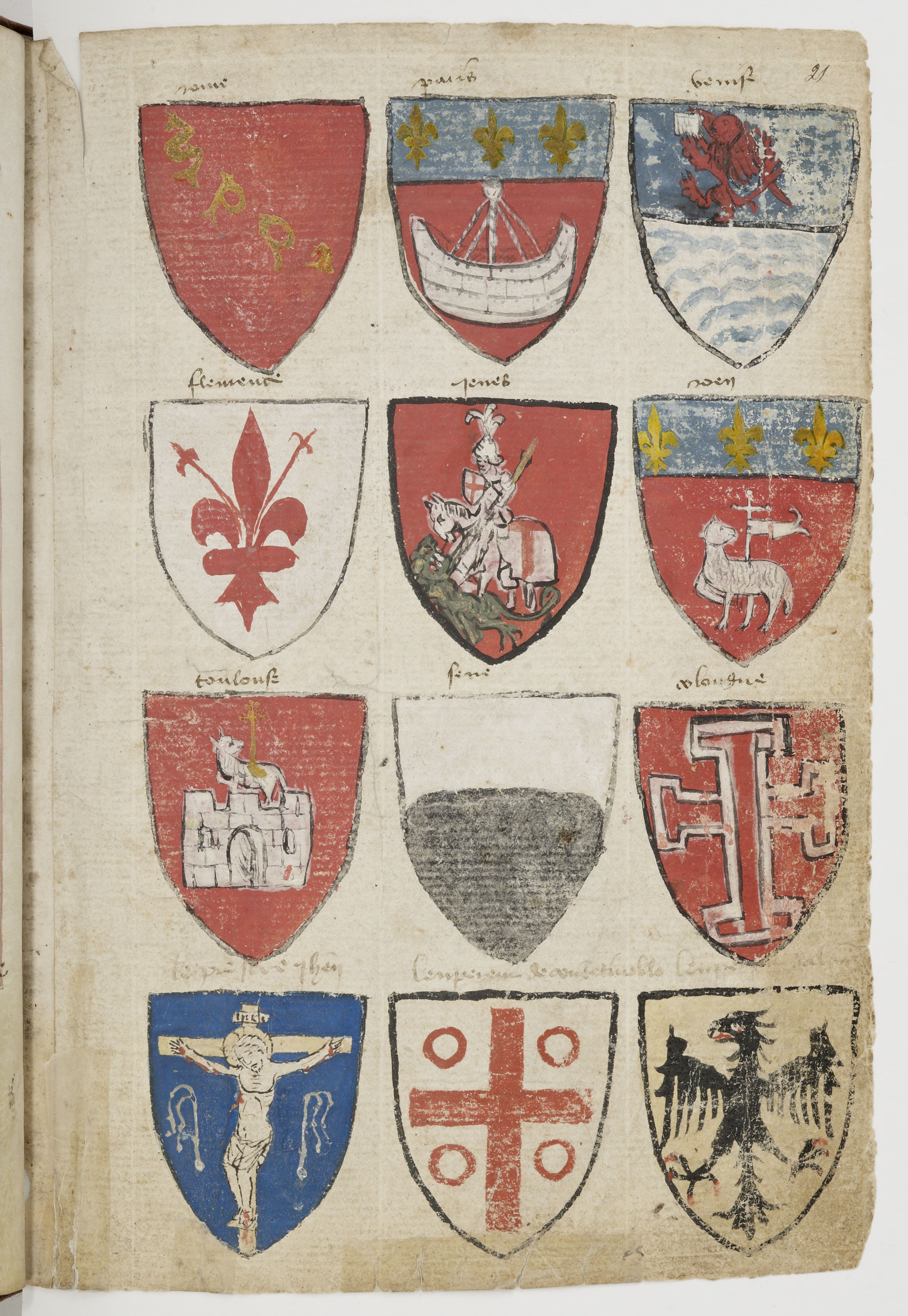
Зображення герба Тулузи у XV столітті як миличного хреста
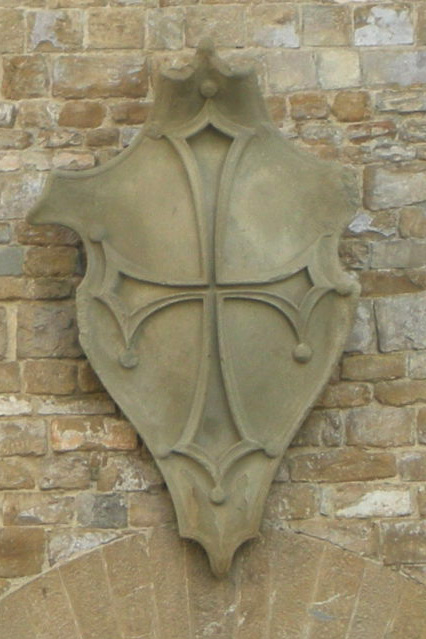
Пізньосередньовічне зображення герба родини Моцци у Флоренції, в Палаццо Моцца
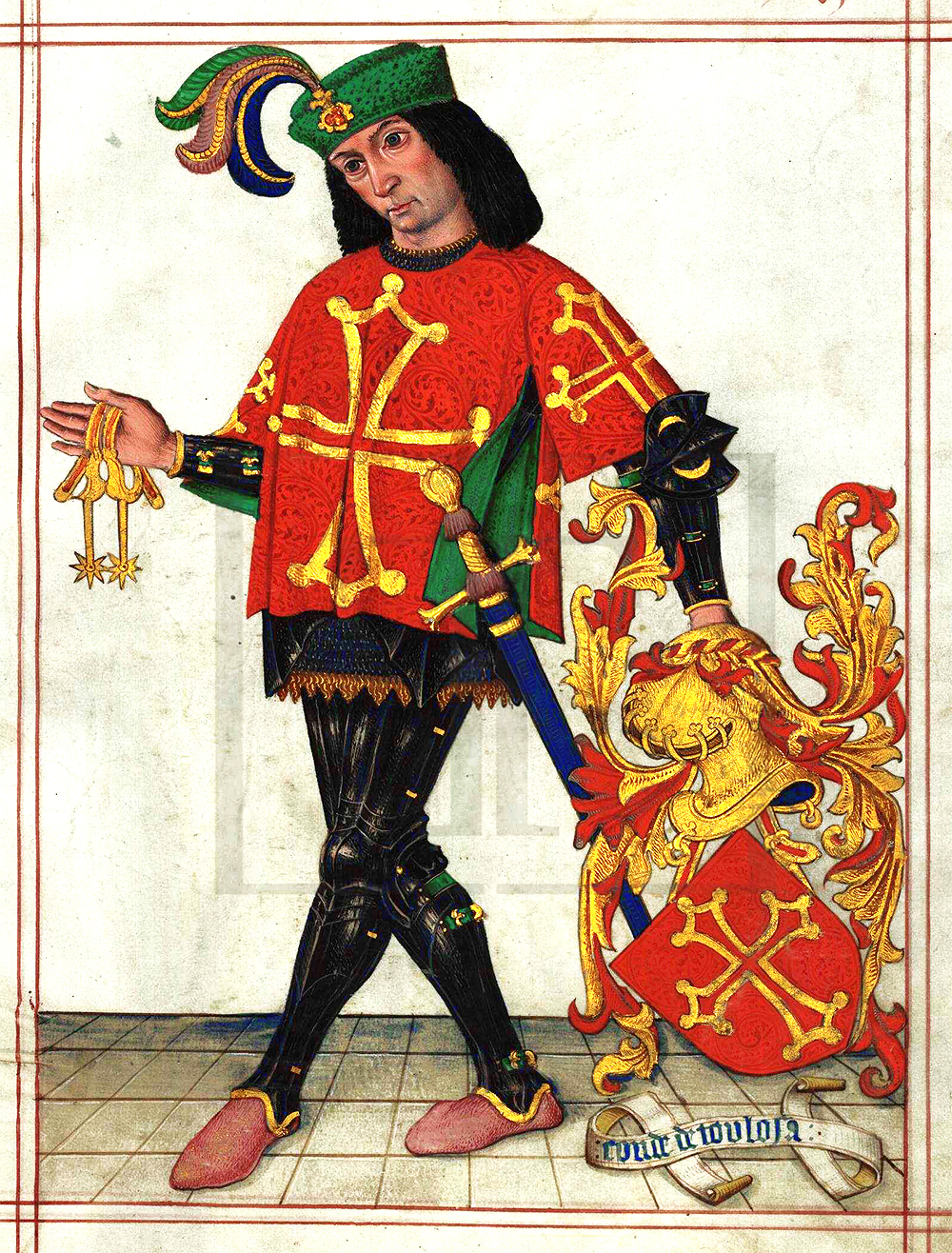
Герб графа Тулузи (1509)